# Otto Friedrich Bollnow
Otto Friedrich Bollnow (* 14. März 1903 in Stettin; † 7. Februar 1991 in Tübingen) war ein deutscher Philosoph und Pädagoge.

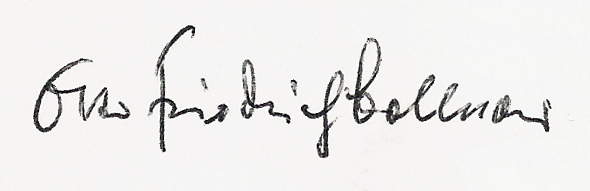
Friedrich Bollnow. Signatur 1982

## Leben
Der Sohn des Lehrers und Rektors Otto Bollnow nahm nach dem Abitur in Anklam zunächst 1921 ein Architekturstudium in Berlin auf, wechselte aber schon nach einem Semester zur Mathematik und Physik. Er hörte in Berlin aber auch Vorlesungen von Eduard Spranger und Alois Riehl. Nachdem er 1923 in Greifswald studiert hatte, ging er 1924 nach Göttingen zu James Franck und Max Born. Bei Born promovierte er 1925 über die Gittertheorie der Kristalle in Physik. Schon während seiner Schulzeit in Anklam hatte sich Bollnow im Alt-Wandervogel der Jugendbewegung angeschlossen; in Greifswald wurde er Mitglied der jugendbewegten Studentenverbindung St. Georg und in Berlin engagierte er sich in der Akademischen Gemeinschaft Skuld.
Während eines Amerika-Aufenthaltes von Born unterrichtete Bollnow als Lehrer an der Odenwald-Schule, wo er sich mit Martin Wagenschein befreundete und von Paul Geheeb beeinflusst wurde. Unter dem Eindruck dieser Reformschule ging Bollnow zurück nach Göttingen, um bei Georg Misch und Herman Nohl Philosophie und Pädagogik zu studieren und das Staatsexamen für das höhere Lehramt zu absolvieren. 1928/29 wechselte Bollnow für drei Semester nach Marburg und Freiburg, um bei Martin Heidegger zu studieren. Im Frühling 1929 war er einer der Protokollanten der berühmten Davoser Disputation zwischen Heidegger und Cassirer. Heidegger selbst lehnte Bollnow als einen „Vielschreiber“ und „Biedermann“ ab, der „die gröbste Mißdeutung von Sein und Zeit [...] auf die Bahn gebracht“ habe.
1931 habilitierte er sich über Friedrich Heinrich Jacobis Lebensphilosophie.
Von April 1931 bis Juni 1933 war Bollnow Assistent Herman Nohls. Nach der Machtergreifung der Nationalsozialisten bekannte er sich zum neuen Regime. Am 11. November 1933 unterzeichnete er das Bekenntnis der deutschen Professoren zu Adolf Hitler. In einem Artikel Politische Wissenschaft und politische Universität plädierte er für eine „totale Universität“ im nationalsozialistischen Sinne. 1934 veröffentlichte er die Broschüre Das neue Bild des Menschen und die pädagogische Aufgabe, in der er sich zur „nationalsozialistischen Revolution“ bekannte. Ab 1933 gehörte er dem Kampfbund für deutsche Kultur und ab 1934 dem Nationalsozialistischen Lehrerbund an. Am 1. Februar 1940 beantragte er die Aufnahme in die NSDAP und wurde zum 1. Juni desselben Jahres aufgenommen (Mitgliedsnummer 7.653.342). Außerdem war er Mitglied der SA.
Bollnow lehrte ab 1935 als Privatdozent an der Universität Göttingen Philosophie der Geisteswissenschaften und wurde daselbst im Mai 1938 zum außerordentlichen Professor der Philosophie und Pädagogik ernannt. Im selben Jahr übernahm er die Vertretung des Lehrstuhls für Psychologie und Pädagogik von Gerhard Pfahler an der Universität Gießen und wurde dort 1939 berufen.
Während des Zweiten Weltkriegs fand Bollnow als Physiker militärische Verwendung. Da die Universität Gießen 1945 noch geschlossen war, ging er kurzzeitig nach Göttingen, bevor er 1946 den Ruf auf eine Professur in Mainz annahm. Seit 1953 hatte er den Lehrstuhl für Philosophie und Pädagogik in Tübingen inne. Dort lehrte er bis zu seiner Emeritierung 1970. Im Jahre 1975 erhielt er in Straßburg die Ehrendoktorwürde. 1980 wurde ihm der Kulturpreis der deutschen Freimaurer verliehen.
Bollnow hat sich ausgehend von der Lebensphilosophie und der Phänomenologie mit Existenzphilosophie beschäftigt und unter anderem auch eine Einführung in dieses Thema geschrieben. Er entwickelte die Hermeneutik Wilhelm Diltheys weiter und befasste sich ausführlich mit den philosophischen Grundlagen der Pädagogik, ihrer Geschichte und ihren anthropologischen Fragen.
Er war zweimal verheiratet: zuerst seit 1931 mit der Lehrerin Ilse Klette (1897–1935); dann mit Ortrud Bürger, mit der er drei Kinder hatte.

## Merkmale seiner Sichtweise der Pädagogik
Mit Bezug auf die Existenzphilosophie stellt Bollnow fest, dass die Menschwerdung kein stetiger, d. h. kontinuierlicher Prozess ist, sondern sowohl physisch als auch psychisch Brüche aufweist. Er behauptet daher: „Das menschliche Leben enthält [...] beides nebeneinander, stetige Verläufe und unstetige Einschnitte.“
Aus diesem Grund plädiert Bollnow für eine Erweiterung der in stetigen Kategorien denkenden Pädagogik um „unstetige Formen der Erziehung“. Diese sind für ihn: die Krise, die Erweckung, die Ermahnung, die Beratung, das Wagnis und Scheitern in der Erziehung – und schließlich – die Begegnung.
Gerade den klassischen pädagogischen Begriff der Bildung und den von ihm eingeführten der Begegnung sieht Bollnow in einem Spannungs- und Ergänzungsverhältnis.
Begegnung und Bildung „müssen im richtigen Gleichgewicht stehen, wenn sich das geistige Wachstum (des Menschen) in der richtigen Weise vollziehen soll.“ Bollnow postuliert somit neben den Aspekten des Wissens auch den Aspekt des Zwischenmenschlichen als für die Menschwerdung konstitutiv. In seiner Spätschrift „Zwischen Philosophie und Pädagogik“ setzt sich Bollnow daher ausführlich mit dem Begriff des Gesprächs (Dialogs) auseinander.

## Ehrungen
- 1980 Kulturpreis der deutschen Freimaurer
- 1983: Verdienstkreuz 1. Klasse der Bundesrepublik Deutschland

## Schriften
- Die Lebensphilosophie F. H. Jacobis. Stuttgart 1933, 2. Auflage 1966
- Dilthey. Eine Einführung in seine Philosophie. Teubner, Leipzig 1936. 4. Auflage Novalis, Schaffhausen 1980, ISBN 3-7214-0073-2
- Das Wesen der Stimmungen. Klostermann, Frankfurt a. M. 1941, 8. Aufl.1995, ISBN 978-3-465-02802-4
- Existenzphilosophie. Kohlhammer, Stuttgart 1943, 9. Auflage 1984, ISBN 3-17-008654-5
- Die Ehrfurcht.  Klostermann, Frankfurt a. M. 1947, 2. Auflage 1958
- Das Verstehen. Drei Aufsätze zur Theorie der Geisteswissenschaften. Kirchheim Mainz 1949
- Rilke, Kohlhammer, Stuttgart 1951, 2. Auflage 1955
- Die Pädagogik der deutschen Romantik. Von Arndt bis Fröbel. Kohlhammer, Stuttgart 1952, 3. Auflage 1977
- Unruhe und Geborgenheit im Weltbild neuerer Dichter. Acht Essays. Stuttgart 1955, 3. Auflage 1972
- Neue Geborgenheit. Das Problem einer Überwindung des Existenzialismus. Stuttgart 1955, 4. Auflage 1979
- Die Lebensphilosophie. Berlin-Göttingen-Heidelberg 1958
- Wesen und Wandel der Tugenden. Frankfurt a. M. 1958 (zuletzt 1975 erschienen)
- Existenzphilosophie und Pädagogik. Versuch über unstetige Formen der Erziehung. Kohlhammer, Stuttgart 1959, 5. Auflage 1977
- Mensch und Raum. Kohlhammer, Stuttgart 1963, 11. Auflage 2010
- die macht des worts. Sprachphilosophische Überlegungen aus pädagogischer Perspektive. Neue Deutsche Schule, Essen 1964, 3. Auflage 1971
- Die pädagogische Atmosphäre. Untersuchung über die gefühlsmäßigen zwischenmenschlichen Voraussetzungen der Erziehung. Quelle & Meyer, Heidelberg 1964, 4. Auflage 1970
- Französischer Existentialismus. Stuttgart 1965
- die anthropologische betrachtungsweise in der pädagogik. Neue Deutsche Schule, Essen 1965, 3. Auflage 1975
- Sprache und Erziehung. Stuttgart 1966, 3. Auflage 1979
- Philosophie der Erkenntnis. Das Vorverständnis und die Erfahrung des Neuen. Stuttgart 1970, 2. Auflage 1981
- Das Doppelgesicht der Wahrheit. Philosophie der Erkenntnis 2. Band. Stuttgart 1975
- Vom Geist des Übens. Freiburg i. Br. 1978
- Studien zur Hermeneutik Band I: Zur Philosophie der Geisteswissenschaften. Alber, Freiburg / München 1982, ISBN 3-495-47482-X
- Studien zur Hermeneutik Band II: Zur hermeneutischen Logik von Georg Misch und Hans Lipps. Alber, Freiburg / München 1983, ISBN 3-495-47513-3
- Otto Friedrich Bollnow im Gespräch. Hrsg. von Hans-Peter Göbbeler und Hans-Ulrich Lessing. Alber, Freiburg / München 1983, ISBN 3-495-47522-2
- Zwischen Philosophie und Pädagogik. Vorträge und Aufsätze. Weitz, Aachen 1988
- Lebensphilosophie und Existenzphilosophie Schriften: Studienausgabe in 12 Bänden, Band 4, Verlag Königshausen & Neumann, Würzburg 2009, ISBN 978-3-8260-4186-0